# Orgía

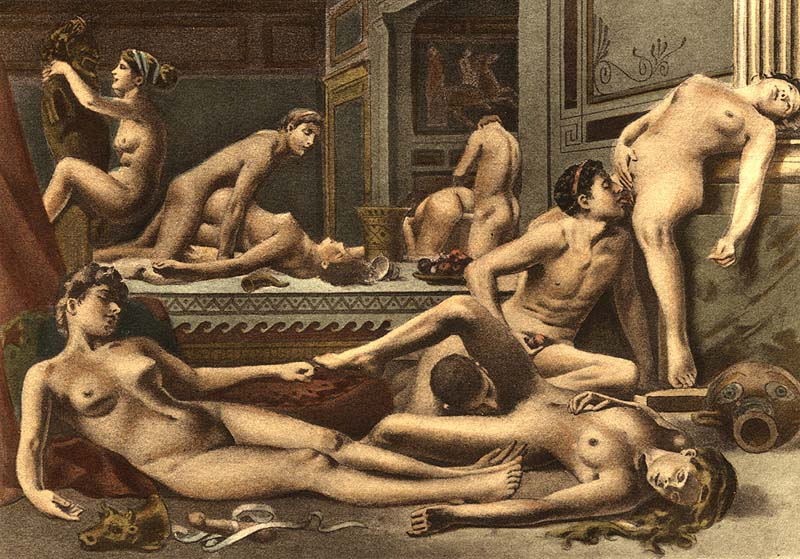
Ilustración de una orgía en la Roma antigua, de Édouard-Henri Avril (c. 1910).

Una orgía u orgia (del latín orgĭa ‘fiestas de Baco’, y este del griego ὄργια órgia) es una actividad sexual en grupo. En su uso moderno, el término suele referirse a fiestas sexuales en las que los invitados participan libremente en actividades sexuales abiertas y sin reservas o en sexo grupal. También se denomina así a una práctica sin ningún tipo de restricciones (por ejemplo, una «orgía de destrucción»).
En el sexo, una orgía es una actividad sexual en la que están presentes cinco o más participantes.[cita requerida] En algunas culturas se han practicado orgías como parte de un rito comunal o una práctica religiosa.

## En la antigüedad
En la religión de la antigua Grecia, las orgías eran ritos extáticos característica de algunos cultos mistéricos griegos y helenísticos. A diferencia de la religión pública o de las prácticas religiosas privadas de un hogar, los misterios sólo estaban abiertos a iniciados y eran, por tanto, «secretos». Algunos ritos se celebraban de noche. Las orgías formaron parte de los misterios eleusinos, los misterios dionisíacos y el culto a Cibeles, que implicaba la castración de sus sacerdotes en un trance frenético. Debido a su naturaleza secreta, nocturna e improvisada, las orgías fueron objeto de especulaciones lascivas y eran vistas con recelo, sobre todo por parte de los romanos, que intentaron suprimir las Bacanales en el año 186 a. C. Popularmente se cree que las orgías tenían que ver con el sexo, pero, si bien la sexualidad y la fertilidad eran cuestiones de culto, el objetivo principal de las orgías era alcanzar una unión extática con lo divino.

## Tipos de orgía

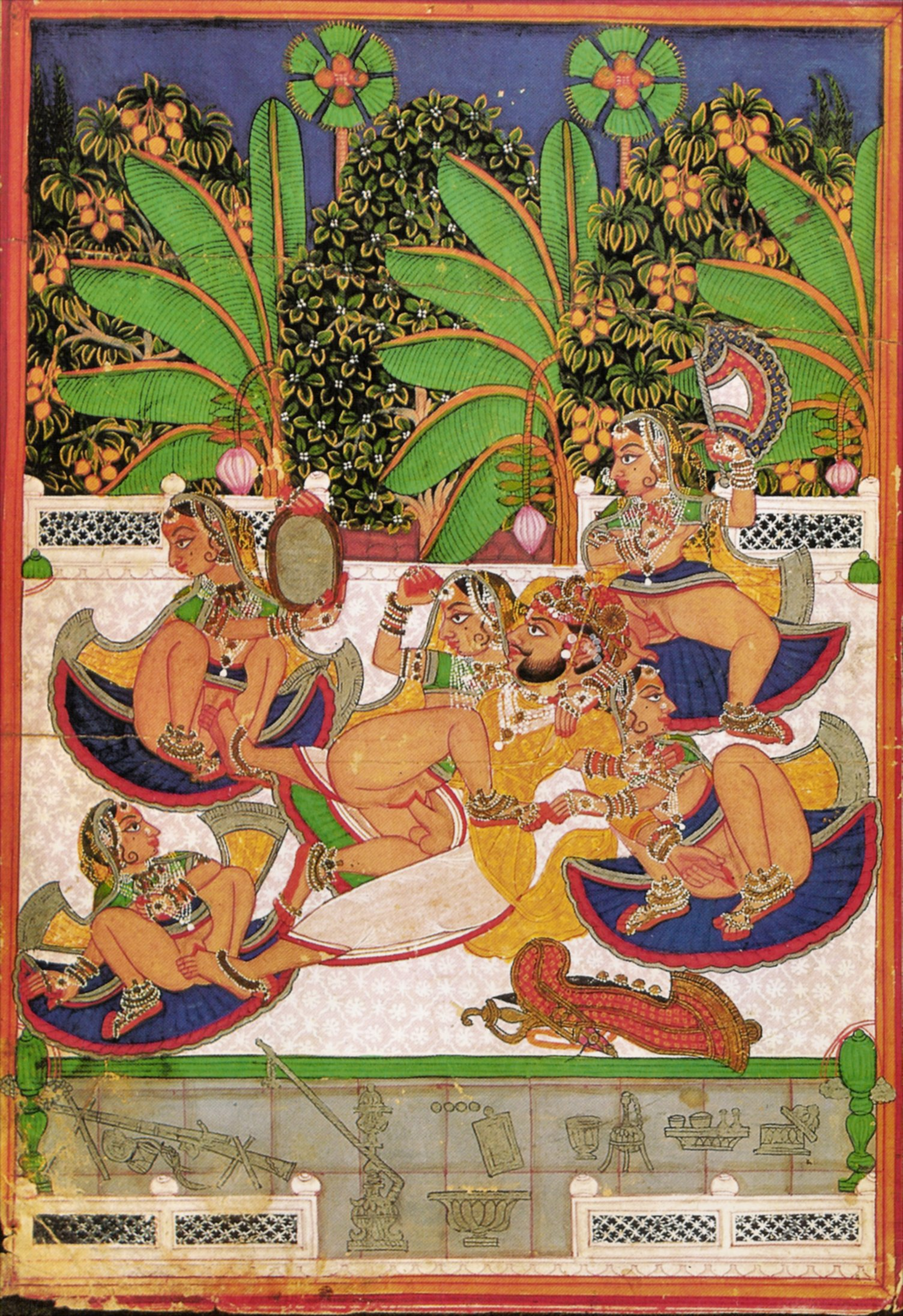
Grabado indio.

### En cuanto a la orientación sexual de los participantes
Se puede dividir en tres grupos:
- Orgía heterosexual
- Orgía homosexual
- Orgía bisexual

### En cuanto al número de personas participantes

#### Trío
Estrictamente hablando, el sexo grupal que involucra a solo tres participantes se llama ménage à trois, término francés que se pronuncia [me'naʒ ɑ'tʀwa], /menázh.atrwá/, o threesome (término en inglés) para definir el acto entre tres personas. Algunos autores, como Master & Johnson, no consideran un «trío» como una orgía sexual per se.

#### Más de tres participantes

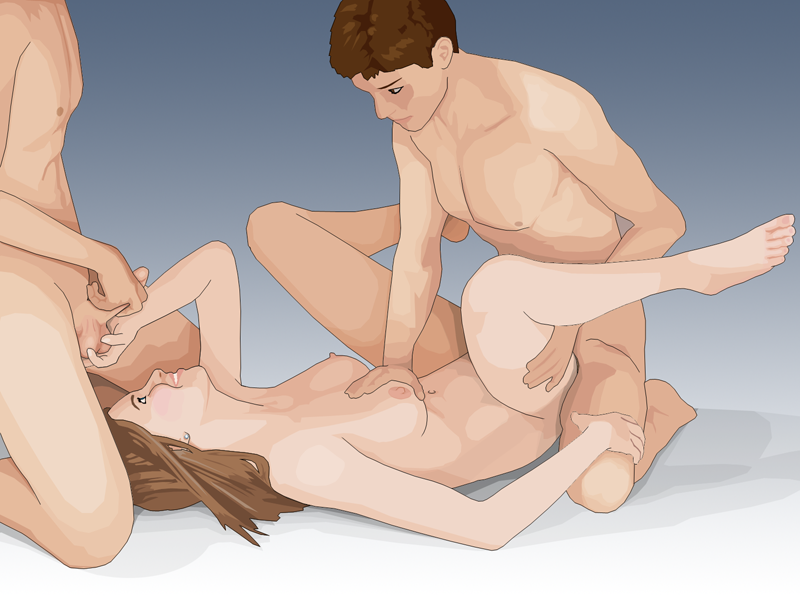

El gang bang es un tipo particular de orgía en la que participan normalmente una persona (independientemente de su sexo) y por lo menos tres hombres; en un boybang suele participar un hombre y un grupo de al menos tres mujeres. En el caso del gang bang, el número de tres hombres es el mínimo imprescindible para penetrar simultáneamente a una mujer por la boca, la vagina y el ano.
El bukkake es una práctica de sexo en grupo, donde una serie de varones se turnan para eyacular sobre una persona, ya sea hombre o mujer.

## Orgías en la ficción
Hay una escena de orgía de alta velocidad en la adaptación distópica al cine de la novela La naranja mecánica. La película Calígula tenía varias escenas de orgía, no todas eróticas. También tiene escenas de orgía la película El perfume.
En la sociedad futurista descrita por Aldous Huxley en su novela Un mundo feliz, las orgías cumplen con un rol ceremonial central.
En la serie de televisión The Boys, alabada por los aficionados, dedicaron un episodio entero a lo que denominaron «herogasm», una orgía en grupo solo de superhéroes.